# Clethrionomys rutilus
L'arvicola boreale (Clethrionomys rutilus (Pallas, 1779)) è un roditore appartenente alla famiglia dei Cricetidi (Cricetidae).

## Descrizione
Con una lunghezza testa-tronco di 8-11 centimetri, l'arvicola boreale ha dimensioni simili a quelle dell'arvicola rossastra (Clethrionomys glareolus). La coda, fittamente ricoperta di pelo, misura di solito 2-4 centimetri, una lunghezza inferiore al 40% di quella del corpo, ed è pertanto più corta di quella dell'arvicola rossastra. Un vistoso «pennacchio» costituito dai peli terminali sporge per 5-8 millimetri oltre l'estremità della coda. La pelliccia del dorso dell'arvicola boreale è relativamente più rossa di quella dell'arvicola rossastra. I fianchi sono di colore grigio-giallastro. Le orecchie sono di dimensioni medio-grandi e misurano 11-16 millimetri. Gli esemplari adulti pesano 10-30 grammi.

## Biologia

### Alimentazione
Rispetto alle altre specie di arvicola, quella boreale mangia una maggiore quantità di semi e meno corteccia e parti verdi delle piante. Delle bacche e dei semi contenuti al loro interno, mangia solo la polpa e l'interno dei semi, scartando il rivestimento del frutto e dei semi. In inverno, si arrampica su alberi e cespugli, mangiando gemme e licheni. Immagazzina come riserve invernali vari tipi di semi, come quelli delle specie del genere Melampyrum (spigarole).

### Comportamento
Come molti altri piccoli mammiferi, l'arvicola boreale è una preda prediletta per molti carnivori, pertanto, nelle zone caratterizzate da una normale alternanza giorno-notte, conduce vita notturna. Tuttavia, nelle condizioni di luce continua della piena estate polare, le fasi di veglia si verificano in ogni periodo del giorno.

### Riproduzione
Le arvicole boreali si riproducono tra l'inizio di maggio e la fine di settembre. Tuttavia, se la densità di popolazione è troppo alta, la stagione riproduttiva termina a metà estate. Le femmine delle prime due cucciolate di solito si riproducono già nel corso della stessa stagione riproduttiva, ma, a causa dello sforzo, non sopravvivono all'autunno, così come le femmine nate l'anno precedente, che muoiono dopo aver dato alla luce un massimo di tre cucciolate. Invece le femmine delle ultime cucciolate sopravvivono all'inverno e si riproducono solo l'anno successivo. La prima cucciolata è generalmente meno numerosa delle seguenti. Di solito nascono da cinque a sette piccoli.

## Distribuzione e habitat
L'areale dell'arvicola boreale si estende attraverso l'Olartico settentrionale dalla Fennoscandia settentrionale (Norvegia, Svezia e Finlandia) attraverso la Siberia e l'Alaska fino al Canada. Nella parte eurasiatica dell'area di distribuzione, il limite meridionale dell'areale si sposta più verso sud procedendo da ovest ad est, mentre il limite settentrionale rimane pressoché alla stessa latitudine. In Asia orientale l'areale raggiunge la massima ampiezza, con un'estensione nord-sud dal 73° al 43° di latitudine; sempre nella stessa area, la specie è presente anche nelle isole di Sachalin e di Hokkaidō.
In alcune zone l'arvicola boreale condivide l'areale con l'arvicola rossastra (Clethrionomys glareolus). Tuttavia, mentre quest'ultima è più comune nella parte meridionale dell'areale condiviso, procedendo verso nord il rapporto volge a favore dell'arvicola boreale. Nelle zone in cui condivide l'areale con l'arvicola di Sundevall (Craseomys rufocanus), l'arvicola boreale è così sottomessa a questa che smette addirittura di riprodursi quando la densità della rivale è troppo alta. Solo quando la densità dell'arvicola di Sundevall diminuisce, alla fine dell'estate, l'arvicola boreale inizia a riprodursi.
Come habitat, l'arvicola boreale preferisce le foreste mesotrofiche ed eutrofiche ricche di graminacee e altre piante erbacee. A nord dell'area dominata dall'abete rosso, popola le foreste di pini ricche di licheni. Nelle foreste di conifere preferisce i luoghi ricchi di muschio. Solo raramente si incontra in paludi, campi coltivati o terreni incolti. L'arvicola boreale scava raramente le sue tane, preferendo i nascondigli naturali.